# Brasilien i olympiska vinterspelen 2010
Brasilien deltog med fem deltagare vid de olympiska vinterspelen 2010 i Vancouver. Ingen av landets deltagare erövrade någon medalj.

## Alpin skidåkning
- Maya Harrisson
- Jhonatan Longhi

## Längdskidåkning
- Jaqueline Mourão
- Leandro Ribela

## Snowboard
- Isabel Clark